# Taiyang (socken i Kina, Shanxi)
Taiyang (kinesiska: 太阳, 太阳乡) är en socken i Kina. Den ligger i provinsen Shanxi, i den norra delen av landet, omkring 300 kilometer sydväst om provinshuvudstaden Taiyuan. Antalet invånare är 49 872. Befolkningen består av 24 459 kvinnor och 25 413 män. Barn under 15 år utgör 18,0 %, vuxna 15-64 år 72 %, och äldre över 65 år 9,0 %.
Genomsnittlig årsnederbörd är 639 millimeter. Den regnigaste månaden är juli, med i genomsnitt 166 mm nederbörd, och den torraste är december, med 2 mm nederbörd.